# Revolta dos Comuneros

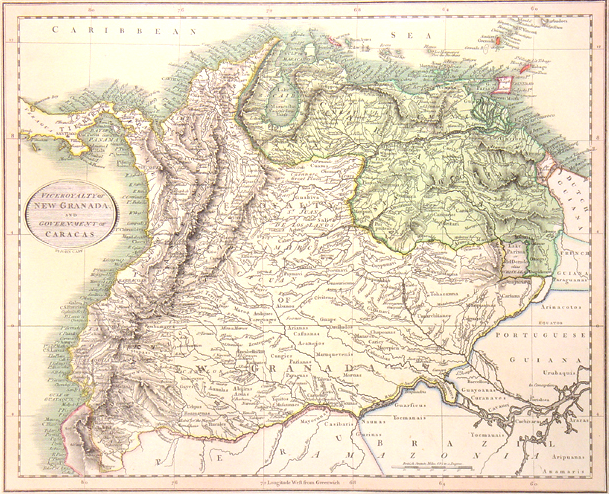
Mapa do Vice-Reino de Nova Granada (território ocupado em amarelo).

A revolta dos Comuneros foi uma revolta de 1781 dos habitantes do Vice-Reino de Nova Granada contra as autoridades espanholas. Se bem que as causas subjacentes pudessem ter sido económicas, os ideais de liberdade e autonomia governamental estiveram bem presentes. A revolta precedeu a luta no século XIX para a libertação do colonialismo espanhol.